# Jean Alexandre
Jean-Marc Alexandre (ur. 24 sierpnia 1986 w Verrettes) – haitański piłkarz z obywatelstwem amerykańskim występujący na pozycji ofensywnego pomocnika, obecnie zawodnik San Jose Earthquakes.

## Kariera klubowa
Alexandre urodził się w haitańskim mieście Verrettes, jednak dorastał w Delray Beach na Florydzie. Tam uczęszczał do Atlantic High School, a następnie także na Lynn University, gdzie występował w drużynie piłkarskiej Lynn Fighting Knights z ligi uniwersyteckiej. Podczas czterech sezonów strzelił w niej 34 gole w 69 spotkaniach. Równocześnie bez większych sukcesów reprezentował barwy ekip Palm Beach Pumas i Ventura County Fusion z czwartej klasy rozgrywkowej – USL Premier Development League.
W styczniu 2009 Alexandre został wybrany w drafcie przez zespół Real Salt Lake. W Major League Soccer zadebiutował 28 marca w przegranej 0:2 konfrontacji z Seattle Sounders. W maju tego samego roku udał się na wypożyczenie do Austin Aztex FC z drugiej ligi amerykańskiej – USL First Division. Po powrocie do Realu zdobył z nim tytuł mistrzowski w sezonie 2009, jednak ogółem w rozgrywkach rozegrał jedynie cztery mecze, pozostając rezerwowym zespołu. Podobną rolę w ekipie pełnił podczas kolejnego sukcesu odniesionego z Realem – dotarcia do dwumeczu finałowego Ligi Mistrzów CONCACAF w sezonie 2010/2011, gdzie jego zespół okazał się ostatecznie gorszy od meksykańskiego Monterrey. Pierwszego gola w najwyższej klasie rozgrywkowej strzelił 4 czerwca 2011 w wygranym 2:0 spotkaniu z Vancouver Whitecaps.
W 2012 roku Alexandre został oddany do innego klubu z MLS – San Jose Earthquakes. Nie mogąc wywalczyć sobie miejsca w wyjściowym składzie, w czerwcu 2012 na zasadzie dwutygodniowego wypożyczenia zasilił swój był klub, Austin Aztex, noszący już nazwę Orlando City SC z rozgrywek trzeciej ligi – USL Pro.

## Kariera reprezentacyjna
W seniorskiej reprezentacji Haiti Alexandre zadebiutował 7 czerwca 2008 w przegranym 1:3 meczu towarzyskim z Hondurasem. W 2009 roku został powołany na Złoty Puchar CONCACAF, gdzie wystąpił w jednym meczu, natomiast jego drużyna odpadła w ćwierćfinale. Wziął także udział w eliminacjach do Mistrzostw Świata 2014, podczas których strzelił dwa pierwsze gole w kadrze narodowej – 2 września 2011 w wygranej 6:0 konfrontacji z Wyspami Dziewiczymi Stanów Zjednoczonych. Haitańczycy nie zdołali jednak zakwalifikować się na mundial.